# Hamburg International
Hamburg International (гамбург інтернешнл; юридичну назву — Die Hamburg International GmbH & Co. KG) — колишня німецька авіакомпанія, що базується в міжнародному аеропорту «Гамбург». В основному спеціалізувалася на чартерних рейсах на замовлення європейських туроператорів.

## Історія
Авіакомпанія «Hamburg International airlines» була заснована в липні 1998 року, а операційну діяльність почала здійснювати у квітні 1999 року.
У 2010 році компанія планувала відкрити власне підприємство по технічному обслуговуванню свого парку. Для цих цілей в аеропорту «Фридрихсхафен» був побудований ангар.
20 жовтня 2010 року суд визнав банкрутом авіакомпанію.

## Флот
Станом на 2010 рік (перед ліквідацією) парк авіакомпанії налічував сімнадцять літаків, середній вік яких становив 2,5 року. Дев'ять бортів використовувала сама «Hamburg International airlines», а решта 8 — інші авіакомпанії. Також в замовленнях перебувало 6 повітряних суден.
| Літак           | Кількість | Кількість місць | Примітки                                         |
| --------------- | --------- | --------------- | ------------------------------------------------ |
| Airbus A319-100 | 10        | 150             | +2 замовлено 2 в експлуатації інших авіакомпаній |
| Airbus A320-200 | 0         | 156             | +4 замовлено                                     |
| Boeing 737-300  | 1         | 123-149         | 1 в експлуатації інших авіакомпаній              |
| Boeing 737-700  | 6         | 148             | 5 в експлуатації інших авіакомпаній              |

## Маршрутна мережа
Рейси «Hamburg International airlines» виконувалися в більш ніж 30 міст Європи, Африки і Азії. В основі маршрутів авіакомпанії — туристичні напрямки в Єгипет, Туреччину, Марокко, Іспанію та інші.
Влітку 2010 року «Hamburg International airlines» планувала виконання чартерної програми в Іркутськ (МА «Іркутськ») для перевезення німецьких туристів на озеро Байкал. За статистикою найбільший потік туристів на Байкал йде саме з Німеччини, а Іркутська область займає одну з лідируючих позицій в Росії за кількістю видачі німецьких віз. В силу ряду причин, плани чартеру в Іркутськ були перенесені на 2011 рік. Очікувалося, що напрямок виявиться рентабельним, і польоти будуть відбуватися регулярно і цілий рік. Таким чином, Іркутськ міг стати першим і єдиним містом Росії, куди літав цей перевізник.